# Michel Derungs
Michel Derungs (20 ottobre 1995) è un giocatore di football americano svizzero che gioca nel ruolo di offensive lineman per i Calanda Broncos.